# Elias Ferreira Sobrinho
Elias Ferreira Sobrinho, mais conhecido como Nei (Nova Europa, 15 de agosto de 1945), é um ex-futebolista brasileiro, revelado pela Ferroviária e foi um dos principais jogadores do Palmeiras em meados da década de 1970, onde jogou por 488 jogos e marcou 71 gols. Time anterior Ferroviária.

## Títulos
Palmeiras
- Campeonato Brasileiro: 1972 e 1973
- Campeonato Paulista: 1972, 1974 e 1976
- Troféu Ramón de Carranza: 1974 e 1975

## Prêmios
Palmeiras
- Prêmio Belfort Duarte